# Tewodros II d'Etiòpia
Tewodros II d'Etiòpia (amhàric: ቴዎድሮስ) (c. 1818, Qwara, Dembiya, c. 1818 - Amba Mariam, Etiòpia, 13 d'abril del 1868) fou un emperador d'Abissínia (avui en dia Etiòpia), que va regnar entre l'11 de febrer del 1855 i el 13 d'abril del 1868.
Va néixer amb el nom de Kassa haile Giorgis' però normalment hom s'hi refereix com Kassa Hailu (amhàric: ካሳ ኃይሉ). També fou conegut sota el nom de cavaller Abba Tateq i per raó de les seva expansió militar, va tenir el sobrenom de Meysaw (‘el Coratjós’). El seu regnat sovint és considerat com el començament de l'Etiòpia moderna, finalitzant el període de descentralització Zemene Mesafint (‘Era dels Prínceps’).
Tewodros va néixer el 1818 a Charge, a la província de Qwara, a l'oest de Gonder, que en aquell moment era capital d'un imperi etiopienc dividit per les guerres dels senyors de Zemene Mesafent. El seu pare, Hailou Welde Giyorgis, fou governador de la seva província natal i un militar, com el seu oncle Kenfou Hilou. Després d'una breu educació dins el monestir, Téwodros es va integrar a l'exèrcit de Kenfou. Cap al 1845, davant a la fulgurant ascensió de Téwodros, Menen li va oferir el lloc de governador de Qwara i la mà de la seva neta, Tewabetch Ali.
El 1852, Téwodros va fer una campanya militar contra els senyors del Nord. L'11 de febrer del 1855, Kassa Hailou fou coronat sota el nom de Téwodros II. La seva coronació va marcar la fi del Zemene Mesafent, el debut de la història moderna del país i l'inici del procés de centralització completat per Haile Selassie I. Ell no només va unificar el Nord del país, si no que va conduir dues campanyes, la primera contra la província de Wello i la segona contra la de Shewa. El 1856, Téwodros va regnar sobre tot l'Imperi d'Etiòpia unificat.
Durant el seu regnat va introduir diferents reformes de modernització. Publicà els edictes contra l'esclavisme, construí les primeres carreteres i organitzà un sistema polític i fiscal centralitzat. Formà un autèntic exèrcit nacional que va reemplaçar les forces regionals. Aquestes reformes van inquietar els senyors locals acostumats a un poder imperial feble i, a partir del 1860, molts caps es van revoltar. El mateix any, va perdre el suport de l'església etiòpica ortodoxa quan va ordenar la redistribució de les seves terres entre els pagesos. Així, el Negusse Negest va veure desestabilitzat el seu poder. Va reprimir les revoltes i limità els europeus després d'un conflicte diplomàtic amb el Regne Unit.
A l'abril del 1868, el Regne Unit, va organitzar una expedició amb Robert Napier al cap per alliberar els captius emmalaltits a la fortalesa de Meqdela. El 13 d'abril del 1868 es va llançar l'últim assalt contra el quarter general del Negusse Negest que no es volia sotmetre formalment sota el Regne Unit. Tewodros es va matar amb la seva pistola. Avui en dia els Etíops el consideren un dirigent remarcable i un gran militar, que va defensar la pàtria unificada i moderna.

## Vida privada i familiar
Tewodros fou el fill de Hailou Welde Giyorgis, governador de la província de Qwara i militar que va morir en una confrontació contra els sudanesos. La seva mare venia kosso. Després de la mort del seu marit, ella entrà en una ordre que observava el vot de pobresa. El seu oncle, Dejazmatch Kenfon també era un militar reputat. Tewodros era parent de Dejazmatch Marou de Dambya, un dels grans cas de l'emperador etíop que va morir el 1827 durant la batalla de Kossober. Tewodros es va casar el 1847 amb Tewabetch Ali, una «jove princesa de Yedjou» que «tenia quinze anys i era remarcant tant per la seva bellesa com per les seves qualitats de cor i d'esperit». Així, Tewodros va esdevenir amatch del més important dels ras del Zemene Mesafent: Ras Ali II. Els joves esposos s'estimaven sincerament però les relacions amb la família de Tewabetch no eren bones. Així, després de la revolta contra Ali i Menen, àvia de Tewabetch, Tewodros fou sostingut per la seva esposa.
El 1856, després de la seva campanya a Shewa, Tewodros fou informat del mal estat de salut de la seva esposa. Ell la va anar a veure però Tewabetch va morir el 1858 quan ell estava de camí.
El febrer de 1860 Tewodros va casar-se amb la seva segona esposa, Terounesh Woubé, la filla del Dejazmatch Woubé Hayle Mariyam. El matrimoni també fou política, ja que Woubé, el seu sogre, era un antic dirigent de Tigray, una regió que sortia d'una revolta.
Tewodros tenia una filla, Alitash i un fill, Alemayehou. Va casar la seva filla amb Menelik II. El seu fill va néixer el 1861 i va créixer amb Menelik a la cort imperial. Després de l'expedició de Napier, Alemayehou fou portat al Regne Unit, on va morir el 1879.

## Joventut de Tewodros II

### Naixement i educació
Tewodros va néixer el 1818 amb el nom de Kassa Hailou a Charghe. a la província de Qwara, governada pel seu pare Hailou Welde Giyorgis. La seva mare es deia Woyzero Attetegeb. La seva regió natal és al nord-oest de l'Imperi Etíop, a la frontera amb el Sudan; a allà hi havia molts contrabandistes i patia els raids dels egipcis i dels sudanesos. El seu oncle era Kenfou Haylou, un militar reputat per les lluites contra els egipcis i els sudanesos. Els seus orígens familiars expliquen que es va fer a si mateix i la seva base territorial (Qwara) que van jugar un rol essencial des de la seva ascens al poder.
Cap al 1820, després de la mort de Hailou, Attetegeb es va trobar sola amb el seu fill i van a Gondar. Ella era venedora de kosso - una professió que era objecte de burles - i va esdevenir més modesta, cosa que no li permetia educar el seu fill correctament. Per això va confiar a Tewodros al seu oncle, Kenfou, que el va enviar a l'escola del monestir de Tekle Haymanot, entre Gonder i el Llac Tana. Després d'un conflicte entre faccions locals, el monestir fou destruït i tots els alumnes de l'escola van morir excepte Tewodros que va retornar amb el seu oncle. En la cor de Dejazmatch Kenfou, Tewodros va rebre les primeres lliçons d'administració, estratègia i tàctica militar. També va aprendre a llegir i escriure. Tewodros era un gran lector i s'interessà per la literatura etíop i la història antiga i contemporània d'Europa. Estudià l'obra de William Shakespeare. Marcat per la seva formació religiosa, aprofundí els seus coneixements sobre la Bíblia. Tewodros tenia una molt bona educació per la seva època.

### La seva vida com ashefta
Tot i la seva participació en les campanyes militars, les relacions amb el seu oncle, Kenfou, eren difícils. Aquest, propietari del feu de Dembiya, desitjava llegar el seu territori a un dels seus fils i no a Tewodros. Cap al 1839, Kenfou va morir i els seus dos fills foren derrotats pel Dejazmatch Goshou de Damot i de Godjam. Tewodros va decidir marxar de Qwara per a unir-se a les files d'aquest darrer. Frustrat perquè no progressava en les tropes de Goshou, va retornar a la seva província natal, l'única regió en què podia reclamar una herència política. Quan va tornar a Qwara, va veure que després de la mort de Kenfou, Menen Liben Amadé, dirigent del Begemder i esposa de Yohannes III d'Etiòpia s'havia apropiat de Dembiya. Aquesta usurpació la va fer en nom del seu fill, Ras Ali II de Yedjou, un dels més importants senyors de la guera del Zemene Mesafent. La presència de Tewodros inquietà el governador de Qwara i els oficials de Menen el pressionaren perquè se n'anés de la província. Volien evitar que Tewodros fes valer el seu dret de successió i ell va decidir revoltar-se; Tewodros va partir cap a les terres baixes de l'oest i començà na vida de shefta.
La decisió de Tewodros de revoltar-se fou un moment capital en la vida del futur Negus (emperador d'Etiòpia). Aquest període de la seva vida fou el que el va marcar més. Aprèn a ser generós. Ell redistribuïa una part dels seus botins entre els pagesos que li eren afins. El repartiment dels guanys li va assegurar una base política que no parava d'engrandir-se. La vida com a shefta també el portà a enfrontar-se amb els egipcis, cosa que fou l'origen de la seva obsessió contra els turcs i la seva voluntat d'alliberar Jerusalem del jou otomà. Havent començat amb menys d'una dotzena d'homes, ràpidament va ajuntar més de tres-cents homes de talent. Les seves primeres expedicions militars foren reeixides. Tewodros utilitzava la seva tàctica habitual: després d'haver anunciat una incursió, partia al vespre amb uns cinc-cents cavallers i marxaven durant la nit i arribaven al matí per a sorprendre l'enemic. El 1837 va conduir els seus homes cap a la frontera sudanesa.

### Entrada a la política

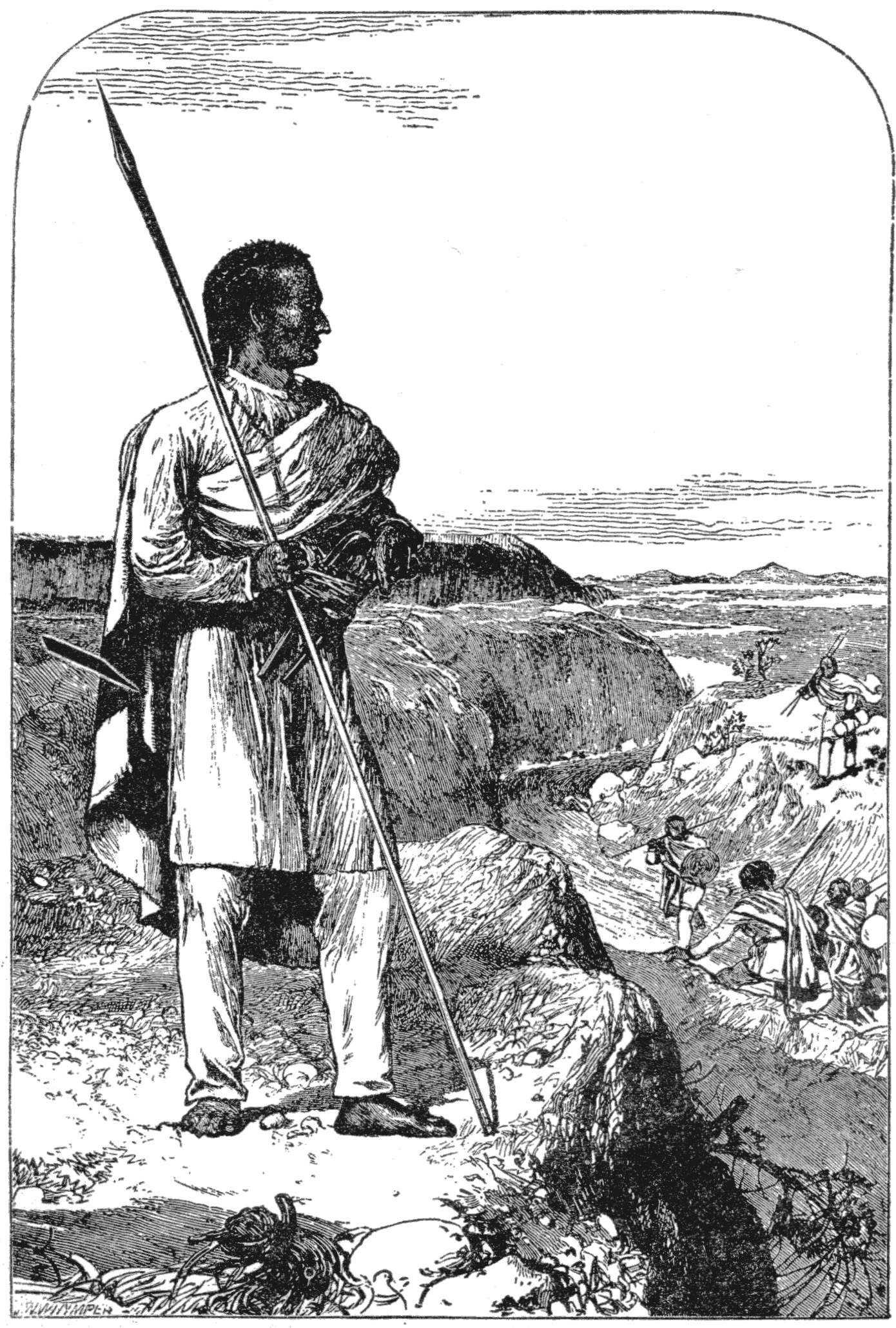
Téwodros II supervisant la travessa del Nil Blau.

Els atacs contra les caravanes afectaren els impostos que percibia Menen i per això no va poder restar indiferent. Els senyors yedjous es van inquietar i van pressionar a l'esposa de Yohannes III. Tewodros, «massa eficaç per a ser ignorat i massa important per a ésser submís», fou invitat per Menen a entrar a l'exèrcit del seu fill, Ras Ali, quan es confrontava amb els seus veïns. En una posició de força, Tewodros va esdevenir governador de Qwara, província que controlava militarment i va obtenir la mà de la princesa Tewabetch, filla de Ras Ali, amb qui es va casar el 1847. D'aquesta fase de la seva vida, Tewodros va aprendre que la força militar l'havia situat al nivell en què estava.
El nou governador de Qwara estava insatisfet: la seva província estava amputada, ja que li faltava Dembiya, que era la que tenia més importància financera de la regió. A més a més, a la cort humiliaven a Tewodros pels seus orígens modestos. Amb el suport de Tewabetch es va rebel·lar contra Menen i va envair Dembiya. Llavors va adquirir el sobrenom d'Abba Tateq que posteriorment va esdevenir el seu nom de cavaller. Menen, inconscient de la importància del moviment que havia fet Tewodros, va enviar una força inadequada, sota el comandament del Dejazmatch Wandyerad que va patir dues derrotes. Massa ocupades a Godjam, les forces de Menen i Ali no pogueren acudir de reforços. El front oriental era més encès i ella va decidir d'anar a l'est amb les seves tropes i va deixar Gondar sense defenses.
El gener del 1847, Tewodros se'n va aprofitar i va prendre la ciutat. Va nomenar els seus propis administradors i demanà que Ali li pagués impostos; a més a més, va saquejar el magatzem reial i es va acaparar dels aliments de les terres veïnes. Quan Menen va tornar, el 18 de juny del 1847, va perdre una batalla al nord del Llac Tana i fou ferida a la cuixa. Fou empresonada amb el seu espòs, Yohannes III. L'acolliment que Tewabetch va reservar als ostatges reials va tocar Menen, que estava preparada per a pagar per a la seva alliberació. Després d'una negociació amb Ali, els dos homes van arribar a un acord. Tewodros va obtenir una resposta positiva a totes les seves exigències: fou elevat a la dignitat de Dejazmatch i Dembiya fou reintegrat a la província de Qwara. A canvi, va acceptar entrar a l'exèrcit d'Ali.
En aquests anys com a Dejazmatch, Tewodros va viure la seva primera experiència militar que implicà un armament modern. Al març del 1848, a Darbaki, quan va voler recuperar els territoris etíops ocupats per Muhàmmad Alí Paixà, virrei d'Egipte i va manar els seus 16.000 soldats a l'assalt d'un camp fortificat. Es va impressionar per la disciplina dels mosquets enemics i per l'eficàcia de l'artilleria i va patir la seva única derrota, però de la que va aprendre moltes lliçons militars. Aquesta derrota explica la seva voluntat d'equipar l'exèrcit etíop amb armament modern i de formar-los amb les noves tàctiques de guerra. Més tard, s'envoltarà de consellers egipcis i britànics, com John Bell.

## Cap al tron imperial: batalles i coronació

### Ruptura amb Ras Ali II
Quan va retornar del Sudan, Tewodros va castigar els homes que s'havien aprofitat de la seva partida i s'havien revoltat. A part, va consolidar la seva autoritat sobre Qwara i es va plantar davant els seus rivals regionals. El gener del 1849 apareixen els primers signes de la ruptura entre Tewodros i Ras Ali II. Es feren sentir quan el primer no es va presentar a Debre Tabor quan el Ras l'havia convocat. Entre el 1850 i el 1851, Tewodros va anar un temps breu a la província d'Agewmeder i va retornar a Qwara. El 1852, l'enfrontament amb Ali fou un fet que marcà l'inici de l'ascens cap al tron imperial de Tewodros.
A partir del 1852, Tewodros va començar una sèrie de batalles en les quals va batre els grans senyors del Zamene Mesafent, uns després dels altres. En aquest enfrontament, ell va provar el seu talent extraordinari com a cap militar i estrateg. Tot començà al debut del 1852, quan Tewodros va trencar el seu acord amb el Ras Ali refusant d'anar a una campanya contra Godjam. Ras Ali va decidir atacar a Tewodros que s'havia retirat a Qwara, a on preparava el seu exèrcit. Després de molts mesos, els dos exèrcits es van trobar després de moltes escaramusses. El setembre del 1852, Ali va atribuir el lloc de governador de Qwara a Goshou, el seu nou aliat que l'ajudava contra Tewodros.

### Victòries contra els senyors de Zemene Mesafent

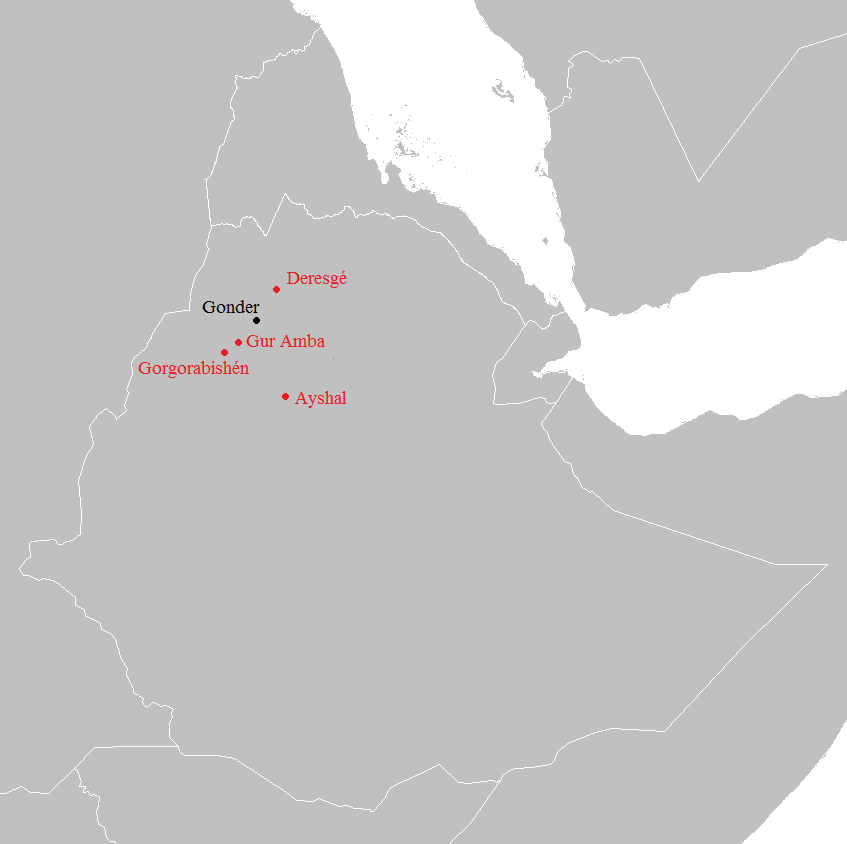
Localització de les principals batalles de 1853 a 1855 (fronteres contemporànies).

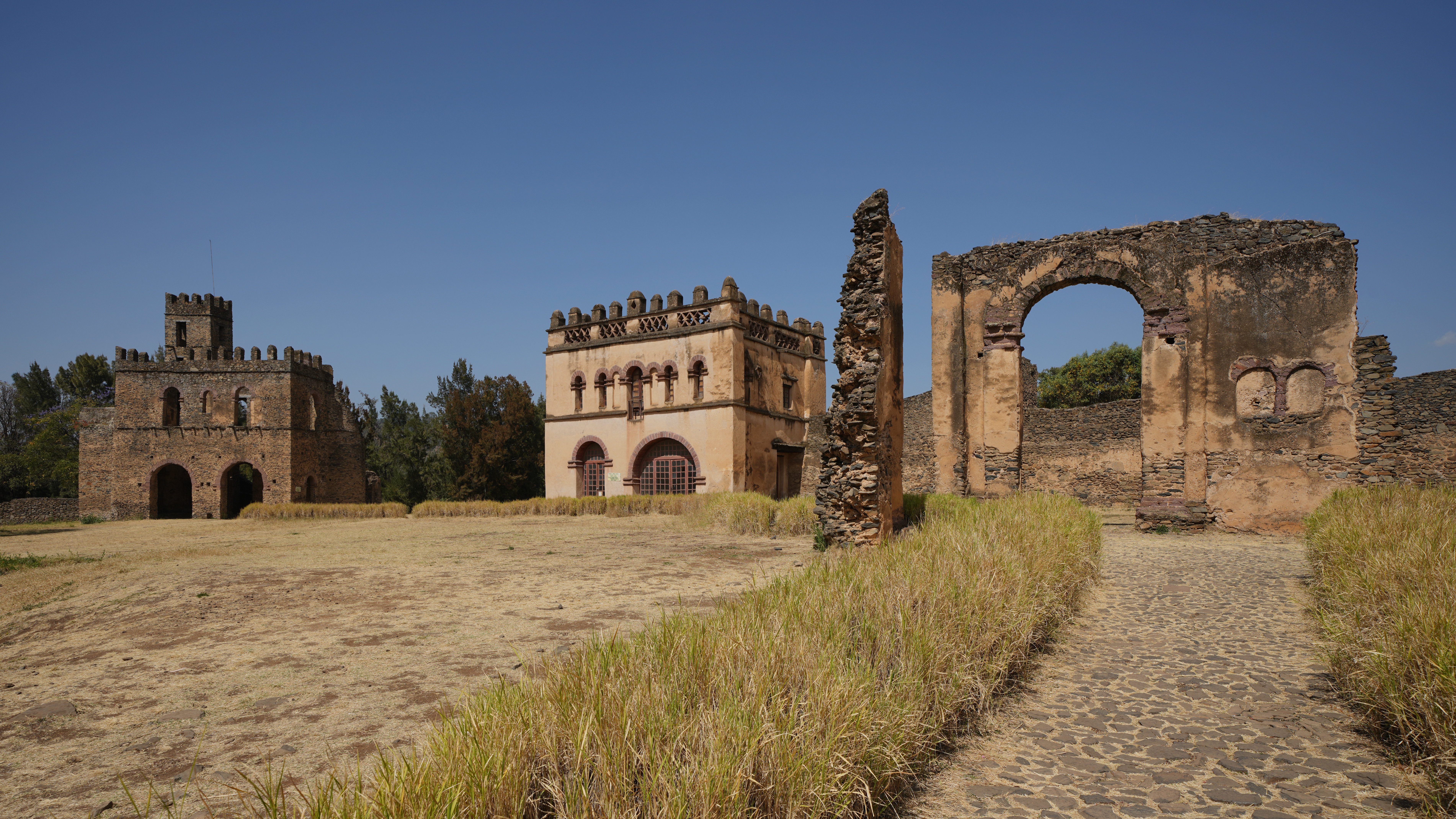
Fortaleses a el Fasil Ghebi de Gondar.

El 27 de novembre del 1852, a la batalla de Gour Amba, Tewodros es va enfrontar amb el seu antic superior, el Dejazmatch Goshou Zewde, senyor del Godjam. El conflicte va durar un dia i Goshou va perdre la vida. A part de la victòria militar de la batalla, aquesta també va tenir un gran significat simbòlic. Gour Amba es trobava a prop de Gondar, que era capital de l'Imperi i va mostrar les intencions de Tewodros d'estendre el seu control al centre del país. Ali va evacuar Gondar amb els seus administradors tot i l'actitud conciliadora del conqueridor que més tard va entrar a la ciutat. Va anar a Debre Tabor i va reunir les tropes de Wello, Tigray, Yedjou i del Godjam.
Al gener del 1853, Tewodros va veure com s'aliaven el Ras Ali i el Dejazmatch Woubé, així com la propera arribada de dos exèrcits importants. Al març, informat del setge que li volien fer els seus enemics, Tewodros va marxar de Gondar i va acampar amb el seu exèrcit a tres hores de marxa al sud de la ciutat. El 12 d'abril del 1853 hi va haver la batalla de Gorgorabishén entre l'exèrcit de Tewodros i les tropes sota comandament del Dejazmatch Berou Aligaz del Yedjou. Als exèrcits del Ras Ali i Woubé hi havia molts dejazmatchs. Es va produir un enfrontament entre un home i el Zemene Mesafent, una confrontació capital al curs de la qual Tewodros va matar personalment a tres dels cinc dejazmatch enemics. Després d'això, Tewodros tornà a ocupar Gondar i va perseguir els altres dos comandants, Ali i Woubé.
Al maig del 1853, Tewodros va entrar a Debre Tabor, capital del Ras Ali i la va prendre. El 29 de juny del 1853, Ali fou derrotat per Tewodros a la batalla d'Ayshal, una de les més sagnants de l'època. Els historiadors consideren aquesta confrontació com la fi del Zemene Mesafent o almenys del procés que va conduir a la seva fi, un procés que es va cloure amb la coronació de Tewodros el 1855. Després d'aquesta batalla, «el Zemene Mesafent s'havia acabat virtualment: un home dominava la nova Etiòpia». Ali, després de la desfeta, va fugir al territori yedjou, a on va morir el 1856. La batalla d'Aishal també marca la final de la supremacia d'Ali i dels Yedjous a Gondar després dels cinquanta anys anteriors. El 1854, gràcies a aquesta victòria, Tewodros va governar tot el nord-oest de l'Imperi. Tot i això, no s'aturà perquè molts grans prínceps del nord encara estaven en llibertat. Al març del 1854, Tewodros va partir a Godjam per lluitar contra Berou Goshou i li infligí una derrota a la batalla d'Amba Jebeli. Berou, vençut, va fugir però el maig del 1854 va abdicar i va acabar a la presó a on va estar tancat 14 anys. Més tard, Tewodros va aixafar a Faris Ali de la província de Lasta.

### Acord amb l'Abuna Selama II i batalla de Deresgé

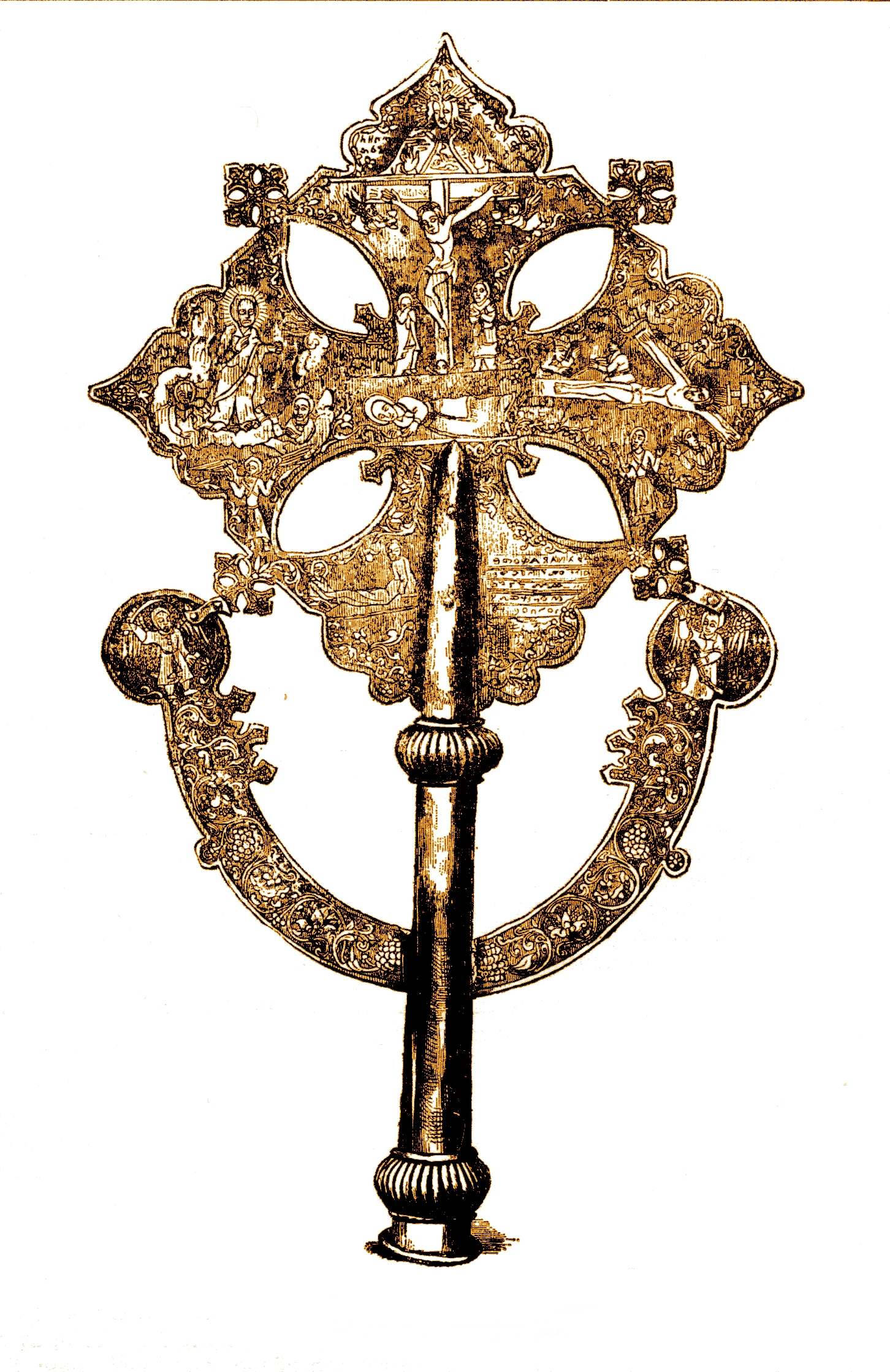
La creu de Téwodros II.

A la mateixa època, Tewodros va tendir a preparar la seva coronació; li restava combatre amb l'únic senyor que quedava al nord de l'Imperi, el Dejazmatch Woubé. Després de la batalla d'Ayshal, Woubé va intentar reconciliar-se amb Tewodros enviant-li regals. Aquest darrer, després de la campanya de Lasta i de Godjam, havia de protegir la tornada de l'exèrcit i va acceptar el seu oferiment. Va tornar a Tigray però va exigir que Abuna Selama II anés a Gondar. Selama va arribar d'Egipte per la demanda de Tewodros, que es va fer coronar. Tewodros també volia obtenir el consentiment de l'església etíop per a treballar per a la reconstrucció de l'Imperi. Els dos homes es van posar d'acord sobre la necessitat d'una església unida. A aquella època hi havia una disputa teològica que oposava els partidaris de la doctrina tewahedo amb els partidaris de la doctrina sost lidet.
Per a acabar amb la polèmica es va organitzar, el juliol del 1854, el concili d'Amba Chara que va ser presidit per Tewodros. Als opositors de la doctrina tewahedo els va demanar si reconeixien a Abouna com el seu cap espiritual. Quan van respondre que sí, Tewodros els va dir que els que pensaven diferent que l'Abouna eren els sediciosos. Els castigà a tres dies sense beure ni menjar perquè adjuressin dels seus errors. Aquest acord imposat per Tewodros va condemnar la teoria sost lidet i la doctrina tewahedo va esdevenir l'única acceptada a l'Imperi. Tewodros, a l'haver solucionat el conflicte, va aconseguir obtenir l'ajuda de l'Abuna Selama, que és qui el podia coronar emperador. A finals de l'any 1854 Selama va ungir a Tewodros com Negus. A més a més, Tewodros i tewabetch van formalitzar el seu matrimoni rebent la comunió.
Al nord de Gondar, un home no va apreciar aquests canvis recents: el Dejazmatch Woubé. Aquest no li va reconéier el títol de Negus i això va fer que Tewodros l'ataqués. El 9 de febrer del 1855, Tewodros va guanyar la batalla de Deresgé, a prop de la capital de l'últim gran Dejazmats del Zemene Mesafent. Aquest succés fou decisiu perquè dos dies més tard, Tewodros va esdevenir oficialment Negusse Negest de l'Imperi Etíop.

### Coronació a Deresgé Maryam
L'11 de febrer del 1855, en absència de qualsevol rival al nord d'Etiòpia, Kassa hailou, governador de Qwara fou coronat Negus de l'Imperi per l'Abuna Selama sota el nom de Tewodros II. Així, irònicament, la cerimònia es va fer a l'església de Deresgé Maryam, la que Woubé havia previst per la seva pròpia coronació. La Coronació de Tewodros constitueix un capítol molt important de la història d'Etiòpia. Des d'un punt de vista simbòlic, es considera continuador de la dinastia salomònica que havia regnat l'Imperi a partir del 1270. Tot i que més tard Tewodros va pretendre de tenir ascendència salomònica, aquesta era dubtosa, cosa que li va causar problemes perquè molts senyors locals no es volien sotmetre a un sobirà «no salomònic». La coronació va representar la final del períodel del Zemene Mesafent i molts historiadors consideren l'11 de febrer del 1811 com el debut de la Història moderna d'Etiòpia.
Triant el nom de Tewodros II, Kassa va fer realitat una profecia inscrita a le Fekkere Eyessous, un tractat religió apòcrif que feia referència al regnat de Tewodros I, un sobirà dels inicis del segle Xv que havia distribuït les terres als pagesos. Segons la profecia, Tewodros I instaurà un regne just i pacificat.
És probable que Tewodros, un home religiós, estava autoconvençut que era aquest dirigent profètic que havia de canviar el curs de la història d'Etiòpia. Des de la seva coronació, va anunciar la seva voluntat d'unificar el país.

## Regnat de Tewodros: unitat i modernitat

### Campanyes del Wollo i del Shoa

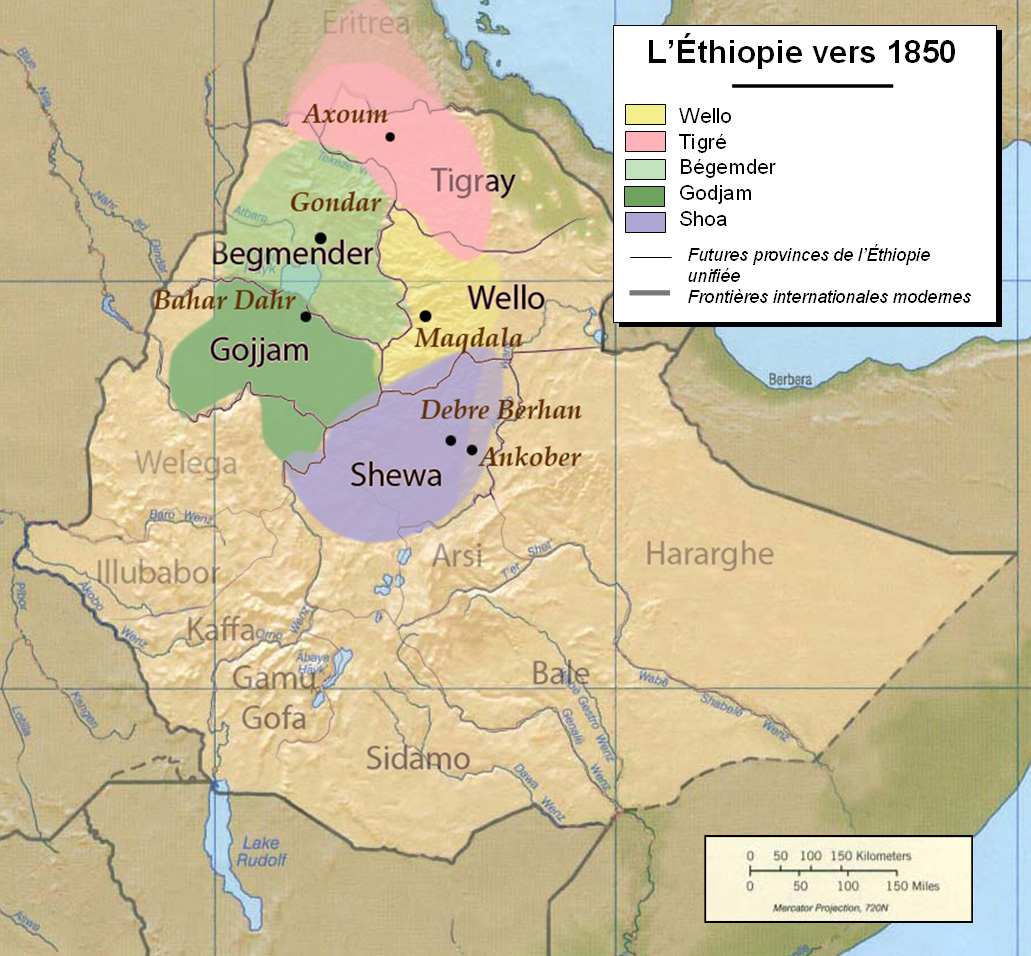
Mapa de l'Imperi etíop als anys 1850.
Al 1856, després de les dues darreres campanyes d'unificació, Téwodros controlà el Tigray, el Begemder, el Wollo, el Godjam i el Shoa

Després d'haver acabat dos anys de conflictes, el negus va continuar les seves expedicions. Si la victòria de Deresgé va marcar el final definitiu del Zemene Mesafent, les campanyes contra Wollo i Shoa van començar un procés de desplaçament cap al sud del poder polític etíop que va culminar amb la coronació de Menelik II el 1889. Les independències de Wolo i Shoa amenaçaven la seva visió de l'Etiòpia unida i centralitzada i per això hi va menar les expedicions militars.
Al març del 1855, en ple període de dejuni, Tewodros va dirigir-se a conquerir la província de Wollo. La campanya fou molt dura perquè es va enfrontar a la coalició dels set clans wollos que normalment estaven en conflicte. A l'altra, la confrontacio es feu durant l'estació plujosa. Al final, l'exèrcit de Tewodros va sobreviure a una forta resistència i va prendre Meqela el 12 de setembre del 1855. És en aquest punt estratègic i simbòlic en la de Tewodros II el lloc on el Negus feu construir una fortalesa que més tard esdevindria el centre del govern. Per a evitar una revolta, Tewodros va capturar molts dels caps wollos vençuts i els va guardar com a ostatges a Meqdela.
La victòria a Wollo va permetre a Tewodros de protegir la rereguarda del seu exèrcit, que va partir a la conquesta de la «joia de la corona etíop»: Shoa. Shoa, que havia estat apartada dels conflictes entre els senyors del Zemene Mesafent a causa del seu allunyament geogràfic, era un reialme pròsper i pacífic, molt més que el nord del país, que havia estat devastat pels conflictes incessants.
Després d'una marxa «sorpresa» després de l'atac a Wollo, en plena estació plujosa, l'exèrcit de Tewodros va arribar a la frontera de Shoa a l'octubre del 1855. Dividides, les forces de shoanes van cedir enfront de la ràpida progressió del Negusse Negest. Cap a mitjans d'octubre, Tewodros va actuar a la batalla de Balla Warqa contra l'exèrcit de Haile Melekot Sahle Selassié, Negus de Shoa. La campanya de Shoa va durar uns cinc mesos. i difereix de la de Wollo perquè moltes províncies van cedir sense resistència (Menz, Gedem i Efrata), mentres que les que estaven protegides per Seyfou Sahle Selassie, germà de Haile Melekot, van oferir més resistència. Al novembre del 1855, les forces imperials regides pel Ras Engeda van sortir victorioses de la batalla de Barakat. El 9 de novembre, Haile Melekot va morir i Tewodros tenia l'objectiu de capturar el seu fill, Menelik, que era el punt d'unió de la resistència shoana. Al febrer del 1856, Tewodros va entrar a la ciutat d'Ankover, on fou acollit pels clergues i els caps locals que s'hi havien sotmès. Menelik, que prèviament havia estat capturat, fou conduït amb altres dignataris de Shoa a Meqdela; tot i això, Tewodros va assegurar a les poblacions locals que els tractaria bé. Aquest va reemplaçar l'administració que hi havia al poder. Com que es refusava d'atribuir al nou dirigent el títol de Negus, ell va recuperar per a ell mateix el títol de Meridazmatch i va nomenar Haile Mikael com a governador de l'última província que havia conquerit.
Amb la conquesta de Shoa, Tewodros havia reconstruït en tres anys un Imperi que portava dividit més de dos segles. A principis de l'any 1856, controlava Godjam, Wollo, Begemder, Tigray i Shoa; cosa que significava que dominava la totalitat de l'Imperi i va esdevenir «l'últim dels prínceps del Zemene Mesafet i el primer Emperador de la nova era». Va canviar la capital, que abans havia estat a Gondar cap a Debre Tabor, a 95 km al sud-est de la primera. A més, va construir la fortalesa de Meqdela, a 110 km a l'est de Debre Tabor.

### Primeres mesures del nou Negusse Negest

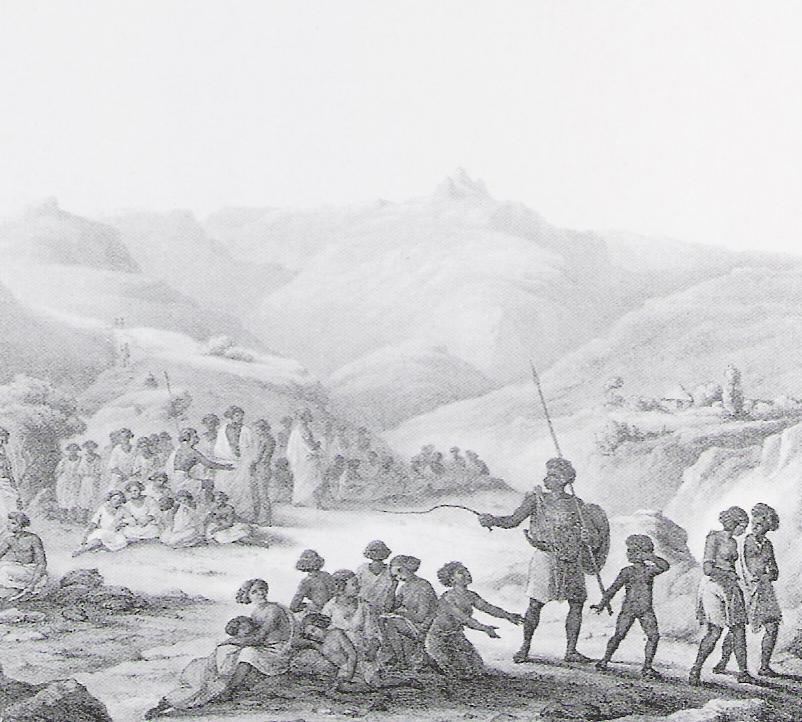
Un grup d'esclaus
Tewodros fou el primer Negusse Negest que va lluitar contra l'esclavitud a Etiòpia.

L'arribada al poder de Tewodros constitueix el punt de partida de la història de l'Etiòpia moderna degut a les reformes que va fer. Per a comprendre aquesta voluntat modernitzadora, un element que el diferenciava dels seus predecessors, és necessari d'entendre les vivències de joventut del personatge. Tewodros va néixer a la província de Qwara, que sovint patia els raids armats que venien del Sudan i la població local estava «irritada per la indiferència» del poder central. El clergat també estava dividit i anava vers un regionalisme doctrinal, cosa que amenaçava la cohesió de l'Església Ortodoxa Etíop, una institució que simbolitzava la unitat nacional. A més a més, hi havia les confrontacions militars entre els diferents senyors locals. Això explica la determinació d'un jove Kassa, que després es convertiria en el Negusse Negest de l'Imperi, a posar final al Zemene Mesafent. Segons Walter Plowden, Tewodros estava fermament resolt a restaurar la glòria de l'Imperi Etíop, fita a la que es considerava veritablement predestinat. Els primers anys del seu regne es van caracteritzar per la compassió, la justícia social i una lluita per a millorar la vida dels pobres.,
Tewodros fou el primer que va construir carreteres al país. Seguint una costum etíop que volia que el cap mostrés exemple començant els treballs, el Negusse Negest va participar activament a les obres. Treballava durament, tot el dia i amb les seves pròpies mans. Els altres treballadors no podien menjar o descansar abans que Tewodros, que donava exemple de superar les dificultats. També fou «el primer Negus que va condemnar el tràfic d'esclaus, que havia esdevingut endèmic». Els seus diversos edictes contra el tràfic d'esclaus el van convertir en el «precursor de l'anti-esclavisme a Etiòpia». En una de les seves campanyes a Godjam, alliberà tots els esclaus del mercat de Basso. A Wollo, va prohibir els seus soldats que revenguessin els esclaus capturats. Tot i això, els mercaders d'esclaus operaven al marge de la llei, a través de rutes secretes, apartades del centre de decisió.
Des del punt de vista cultural, el regnat de Tewodros va veure el desenvolupament de la literatura amhàrica. Al més alt nivell de l'Estat, Bahru Zewde va subratllar l'alta qualitat lingüística de les cartes del Negusse Negest. Fou el primer sobirà que va fer escriure les cròniques reials en amhàric, llengua que durant el seu regnat va esdevenir la llengua nacional. Aquesta llengua va reemplaçar el lloc del gueez i va encoratjar a que es traduís la Bíblia. També va assegurar el respecte de les regles religioses i culturals. Va demanar als membres de la cort que vestissin de manera elegant. A més a més, com a home molt religiós, va exigir als seus súbdits que valoressin la institució del matrimoni.
La seva política administrativa va marcar el debut d'una època de centralització política que es va culminar amb Haile Selassie I. Va crear un sistema fiscal i judicial centralitzat, amb funcionaris pagats pel govern, obtenint d'aquesta manera, una part del poder dels senyors locals. De totes maneres, Tewodros no va renovar totalment la classe dirigent, ja que algunes dinasties que ja estaven instal·lades van restar al poder. Per exemple, a Tigray, Tewodros va nomenar com Dejazmatch a Kassa Mercha, la família del qual ja governava la província; a Shoa, la nominació de Hayle Mikaél donava continuïtat a la dinastia de Sahle Selassié. Això mostrava que Tewodros no volia l'enfrontament amb les dinasties locals. A altres províncies, va preferir designar els seus propers, com Ras Engeda, que encapçalà el govern de la província de Godjam. Inicialment, el sistema semblava continuista, ja que molts dirigents de les antigues dinasties continuaven al poder, essent vassalls de l'autoritat reial. A Shoa, el Meredazmatch Hayle Mikaél pagà regularment els seus tributs. Tigray, que es va convertir en la principal font del tresor imperial també anà pagant. Tot i això, altres caps locals tenien la temptació de revoltar-se, cosa que temia Tewodros, que tenia l'objectiu d'unificar l'exèrcit imperial.

### Modernització de l'exèrcit

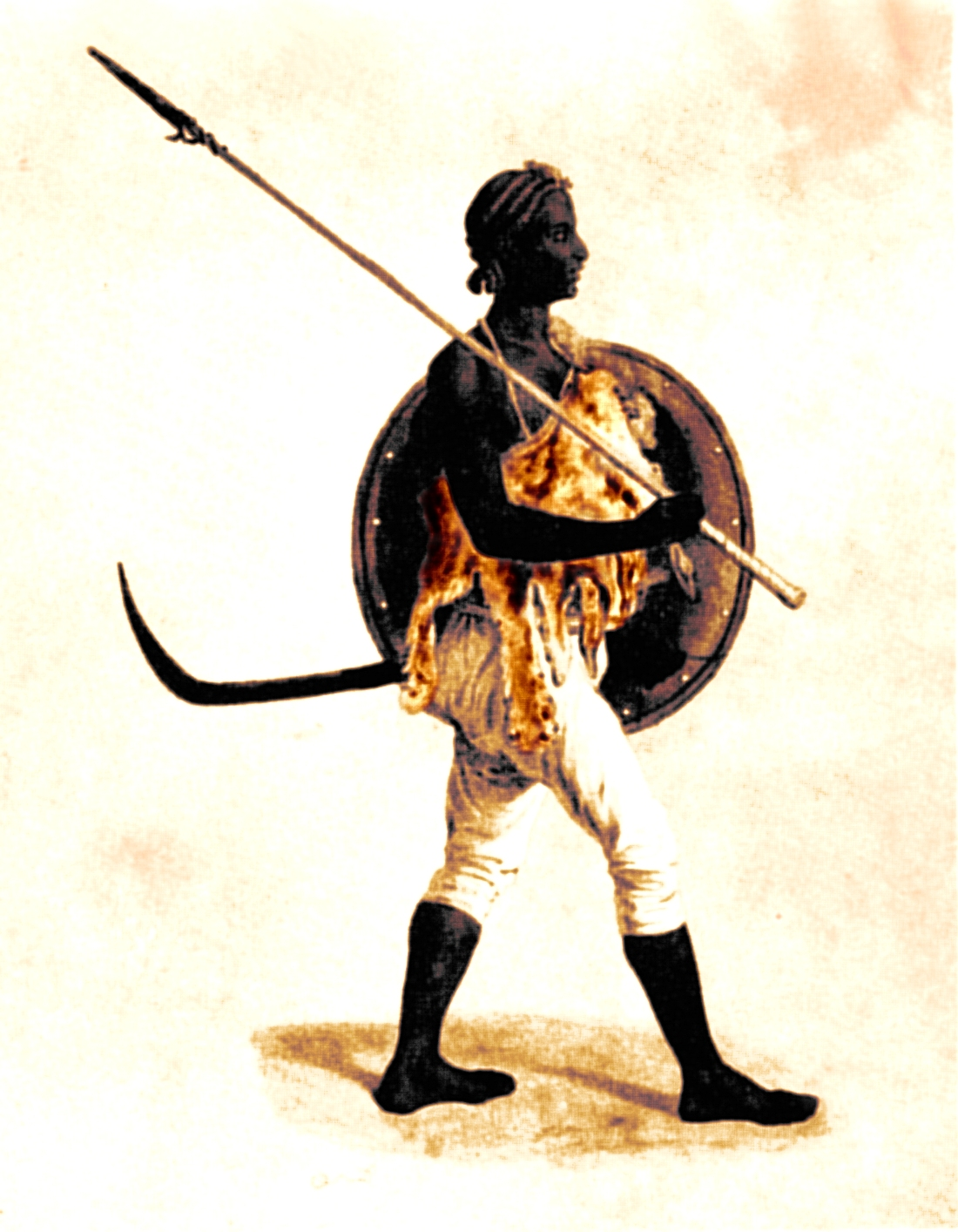
A mitjans del, l'exèrcit etíop necessitava la renovació del seu armament.

Tewodros va donar molta importància a l'exèrcit. Al no poder reivindicar una ascendència salomònica, va haver de sostentar el seu poder pel seu talent militar. Per tal de reforçar les tropes imperials, Tewodros va emprendre el que Walter Plowden ha anomenat «la gran reforma». Aquesta es va fer en tres àmbits: l'organització, la disciplina i l'armement. Aquestes mesures «populars», així com les victòries de Towodros van permetre sostentar la seva autoritat. Les reformes van permetre als etíops viure en una «relativa seguretat».
Al nivell de l'organització, Tewodros desitjava reemplaçar les forces regionals heretades del Zemene Mesafent per un exèrcit nacional únic. Els soldats que provenien de diferents províncies de l'Imperi es retrobaven en un regiment únic sota una jerarquia modificada pel Negus. Molts títols militars de l'exèrcit militar es van crear a aquesta època, com yasser aleqa o els yamssa aleqa. Tewodros també reduí el nombre de soldats de l'escorta imperial. A més a més, va introduir un salari per als soldats i els va prohibir el pillatge dels soldats que afectava als seus súbdits.

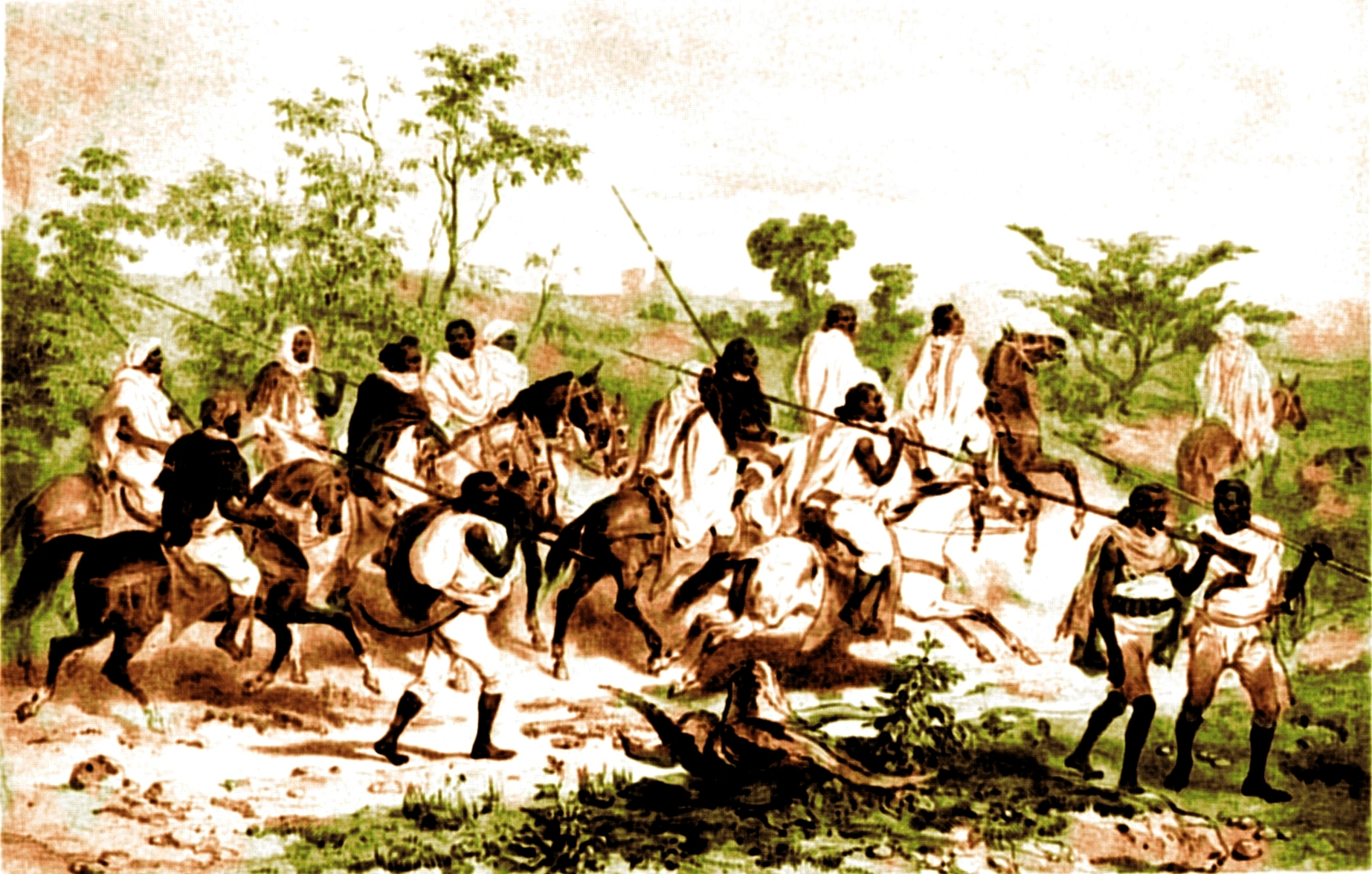
Soldats etíops
Amb la reforma de l'exèrcit, Tewodros va introduir una nova organització, un millor armament i una disciplina més estricte.

Tewodros va instaurar un sou, el qallabe.
Tewodros també va instaurar una disciplina de ferro. A la campanya de Wollo, als soldats que entraven en combat sense esperar a les ordres, se'ls amputaven alguns membres. A partir de l'expedició de Shoia, s'afusellaven els amotinats.
Tenint en compte l'armament, l'arsenal de Tewodros era sobretot les armes recuperades al camp de batalla després d'una victòria. Va intentar crear fàbriques d'armes, important les noves tecnologies d'Europa. Ordenà als missioners europeus que fabriquessin armes i va fundar una escola a Gafat per a formar els estudiants en l'elaboració de material militar. Per altra banda, la primera documentació d'un arsenal, creat a Meqdela, data del regnat de Tewodros. Aquest tenia 15 canons, 7 morters, 11063 fusils, 875 pistoles i 481 baionetes, a més de les municions.

## Oposicions i diplomàcia

### Difícil reforma de l'església etíop

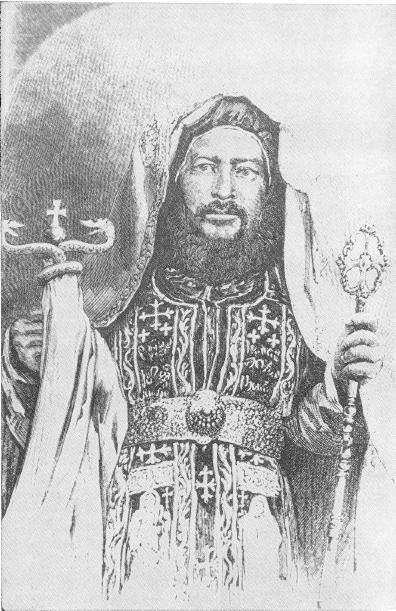
Inicialment bones, les relacions entre Tewodros i Abuna Selama es van deteriorar després de la reforma de l'església.

Per a permetre les reformes, Tewodros es va assegurar una base financera estable. A aquesta època, l'Església Ortodoxa Etíop és una de les institucions més riques d'Etiòpia. Al principi, les relacions entre l'església etíop i Tewodros eren bones; a canvi de la seva benedicció i la seva coronació, l'Abuna Selama va rebre l'ajuda del Negus a defensar la doctrina tewahedo. En ple procés d'unificació política, Tewodros també volia una església unida. Bahru Zewde ho qualifica com un «concordat» per a descriure aquest esperit de col·laboració que més tard es degradaria.
Però hi ha diferències de caràcter i de comportament entre Tewodros, percebut com a pietós, creient i respectuós de la fe, davant d'un clergat corrupte, deshonest i proper a les divisions doctrinals. Tewodros era un home realment religiós que volia restaurar el cristianisme a l'Imperi, posar final a la poligàmia, el concubinatge i encoratjava a la conversió dels no cristians. El 1856, es va adreçar al clergat amb aquestes paraules: «Sense Crist, jo no sóc res».
Hi havia pràctiques que el Negus no comprenia, per exemple el fet que els pares es retiressin el seu turbant a l'església i no mostraven la cara al seu sobirà. Durant l'anunci d'una reforma de la propietat de terres amb la que el Negus va entrar en conflicte amb l'església. El 1856 s'adreça amb aquestes paraules al clergat: «Que he de menjar i amb què he d'alimentar les meves tropes? Teniu la meitat de les terres en tant que mesqel merét i l'altre meitat en tant que rim i qadam».
De fet, Tewodros volia recuperar aquestes terres de l'església per a redistribuir-les als seus súbdits que pagaven els impostos; el seu objectiu final és poder tenir mitjans financers per a les seves reformes. El 1860, la mesura entrà en vigor parcialment i Tewodros va expropiar una part de les terres de l'església. El mateix any va anunciar una nova reforma: la reducció del nombre de religiosos per parròquia, que ell considerava que havien de tenir, com a màxim, dos pares i tres diaques.

### Problemes interns

#### Revoltes regionals

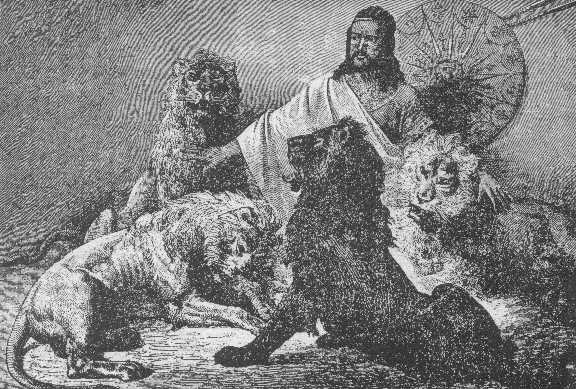
Tewodros II donant audiència.

Contra les mesures de centralització, els caps locals de diferents regions van tornar a agafar les armes. Tadla Gwalou, a Godjam; Tesso Gobezé a Walqayt; Seyfu Sahle Selassie i Bezabeh, a Shoia; Dejazmatch Liben Amadé i Amade Bashir, a Wollo es van revoltar tots. Les forces de la província de Lasta, manades pel Wagshum Gobezé van ocupar breument Gonder i al mateix temps es van revoltar Semien i Wegera. Des del debut del seu regnat, només Kassa de Tigray se li va mostra fidel i respectuós. La seva superioritat militar li va permetre sotmetre ràpidament les revoltes però aquestes se succeïen progressivament. A més a més, hi havia un major descontentament dels pagesos contra la presència d'uns soldats que havien d'alimentar. La sèrie de campanyes militars van agravar la pauperització i el despoblament. Tewodros va perdre definitivament la col·laboració d'una part dels súbdits quan va anunciar la creació d'un nou impost per a finançar el sistema de guarnició nacional. Aquestes reaccions van desolar Tewodros, un «home del poble» que volia assegurar al seu país un bon nivell de vida i un regnat just.
A principis dels anys 1960, reprimí diversos moviments de revolta sobretot a Tigray i a Begemder. Al desembre del 1860 va matar a Agaw Negussé, un dirigent del Nord. El 1865, Menelik s'escapà de Meqdela, va retornar a Shoia i va declarar la independència del reu reialme. Gobezé, fill de l'antic dirigent de Lasta també va tornar a prendre el poder a la seva província; i Tigray passà a les mans de Kassa Mercha. Entre el 1866 i el 1867 va llançar una sèrie de campanyes de pacificiació a Gondar contra Tesso Gobezé i a Godjan, contra Tadla Gwalu. Aquestes expedicions van fer que molts soldats de Tewodros desertessin. El 1867, Begemder era l'única província que continuava controlant. A l'octubre del 1867, Tewodros ataca Debre tAbor i va a Meqdela, a on s'instal·larà fins a la seva mort.
L'estat crat per Tewodros no funcionava. Desitjós d'assegurar un ordre polític i jurídic, va constatar que només la força militar li assegurava el respecte. Allunyat del mar i dels ports no podia adquirir noves armes tan ràpidament com els caps de Tigray o de Shoia. A més, els soldats de l'exèrcit imperial fugien o desertaven per la duresa de la disciplina. El 1866, el seu exèrcit, que havia tingut fins a 100.000 homes, no en tenia més de 10.000. El 1867, la mort d'Abuna Selama en captivitat va provocar una còlera dels cristians ortodoxos etíops. Les revoltes es van estendre per tot el país fins al punt que Tewodros només es podia desplaçar en la carretera de Debre Tabor a Meqdela. Cap a finals de l'any 1867, aquest únic eix de desplaçament va esdevenir massa arriscat pel Negus i aquest es va instal·lar definitivament a Meqdela.

#### Lluita contra els religiosos

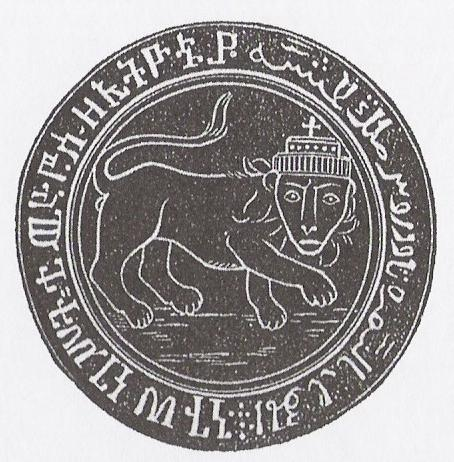
Segell de Tewodros II

Si les relacions entre Tewodros i l'església ortodoxa etíop no eren bones, amb les altres religions eren desastroses. Al principi, els catòlics, els musulmans i els falashas gaudien de llibertat religiosa; però després del deteriorament de la situació interna, els missioners i religiosos d'Etiòpia van patir la pressió del Negus.
Els contactes amb els missioners protestants s'expliquen per l'interès que tenia Tewodros per l'artesania i la voluntat d'introduir a Etiòpia les tecnologies modernes. Les relacions entre el Negus i els protestants semblaven bons. Contràriament als catòlics, semblava que aquests preferien la reforma interna de l'església ortodoxa etíop abans de la conversió. El 1855, acceptà acollir un grup de joves artesans que venien de l'Institut des Missionnaires de Chrischona, de Suïssa. Foren ben rebuts per Tewodros al qui li portaren llibres religiosos de regal, la majoria en amhàric tot i que ell preferia el material militar. Les seves activitats evangèliques eren limitades pel sobirà a les poblacions no cristianes com els falashas. Per altra banda, no estaven preparats per a fabricar armes, que és el que volia Tewodros.
Tot i que els missioners no foren formats per a aquesta tasca, van intentar segir les ordres de Tewodros. Al debut dels anys 1980 van aconseguir muntar un petit morter; després Tewodros els va manar que construïssin un canó molt més potent. Tot i això els protestants no es van alliberar de l'onada de repressió contra els europeus. Un dels missioners, Henry A. Stern va atiar el furor anti-europeu del Negus pels comentaris «indecents». Aquest va escriure, en el llibre Wandering amont the Falashas que la mare de Tewodros era tant pobre que va haver de vendre kosso. Més tard, molts d'aquests missioners foren empresonats a Meqdela.
Els atacs contra els catòlics foren tingueren dues causes principals:
- Influència que exercien al Nord d'Etiòpia podia constituir una amenaça per l'autoritat de Tewodros.
- S'identificaven amb un poder secular, França.[55]

La degradació de les relacions després del conflicte entre Giustino De Jacobis i l'Abuma Selama va provocar l'expulsió del primer el 1854 i la persecució dels catòlics etíops. Això feu que França i els catòlics s'enfrontessin a Tewodros.
Les relacions de Tewodros amb l'Islam eren particulars. Tot i que els musulmans podien practicar lliurement la seva religió, el Negus volia que aquests es convertissin al cristianisme ortodox. La desconfiança de Tewodros amb aquesta religió es remuntava a la seva joventut, quan el su pare es va enfrontar amb els sudanesos. Per altra banda, la situació de l'Imperi Otomà, present a la costa de la mar Roja li inquietava. A l'abril del 1864, Tewodros va proscriure l'Islam a l'Imperi Etíop, que va provocar un vast moviment de protesta dels comerciants musulmans.

### Diplomàcia. Tewodros i l'empresonament dels europeus

#### Somni d'una coalició cristiana

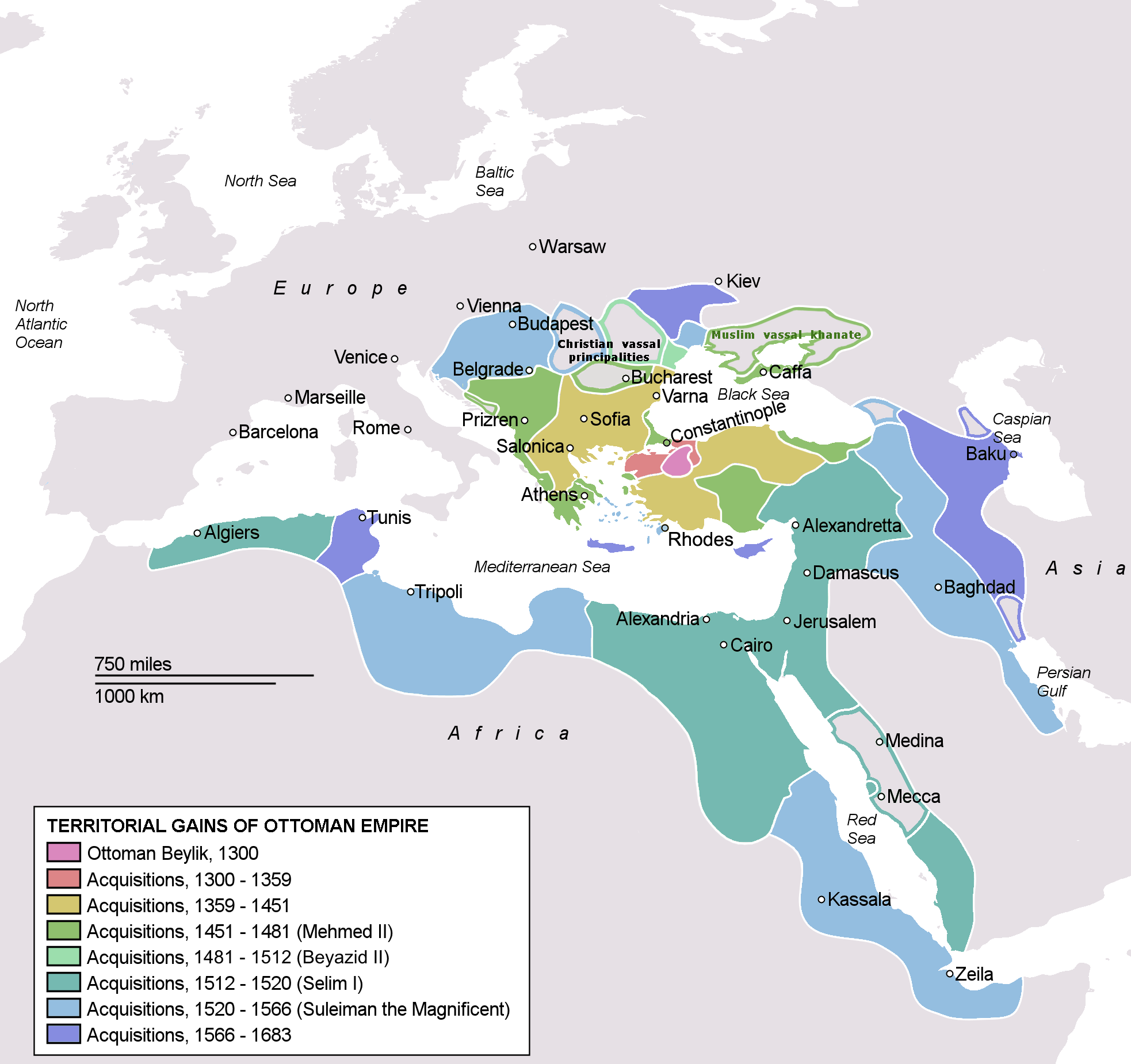
Instal·lat a la Mar Roja, els Otomans eren una de les principals amenaces segons Tewodros.

Els principals factors que expliquen els afers diplomàtics del Negus són:
- La seva voluntat de constituir un bloc cristià amb Europa per a defensar-se de l'encerclament musulmà.
- L'enviament per part de l'Europa, de diplomàtics mediocres.
- Omissions i errors dels britànics.[73]

Tewodros no coneixia poc els jocs diplomàtics de l'època. La religió jugava un factor determinant en les seves polítiques. Però ell ignorava l'existència del racisme a les corts europees, que consideraven al monarca africà com un simple cap de tribus amb títols pomposos. Quan va invocar «la solidaritat cristiana contra l'Egipte musulmà», quan s'aprecia la importància de la religió en la retòrica diplomàtica de Tewodros així com la desconfiança dels estats musulmans de la regió.
Contra les revoltes internes, Tewodros volia utilitzar la diplomàcia per a recuperar els suports nacionals. Apel·là a les potències europees, sobretot el Regne Unit per a obtenir ajuda tècnica i militar. França va acceptar aportar assistència si Tewodros autoritzava més missions catòliques a Etiòpia, que era una resposta equivalent a un refús. Rússia no va poder enviar ajuda perquè estava embarcada a la guerra de Crimea.
Paral·lelament les relacions amb Egipte i els altres estats musulmans es van deteriorar. El 1856 va descobrir que el Patriarca Qerilos i l'Abuna Selama van demanar assistència militar a Egipte en nom del Negusse Negest. El patriarca copte va acceptar d'ésser l'ambaixador d'Egipte després que Tewodros, sense informar-lo, ordenés l'empresonament de dos religiosos egipcis. El primer fou alliberat el novembre del 1857 però el segon morí a la presó el 1867. Per altra banda, acollí refugiats sudanesos com Wad Nimr, fill de Makk Nimr, líder d'una revolta contra els Egipcis per desestabilitzar la seva autoritat a la regió. Però l'amenaça que més temia Tewodros provenia de l'oest, de la mar Roja i la que el va empènyer a recercar l'ajuda europea.
Després del refús de les altre potències, Tewodros cercà contactes diplomàtics amb el Regne Unit. Tewodros tenia gestos d'admiració i simpatia amb els anglesos que no eren recíprocs. Al final, el país amb qui Tewodros cercà establir lligams forts, acabà sent el seu pitjor enemic i el responsable del seu final.

#### Deteriorament de les relacions amb el Regne Unit

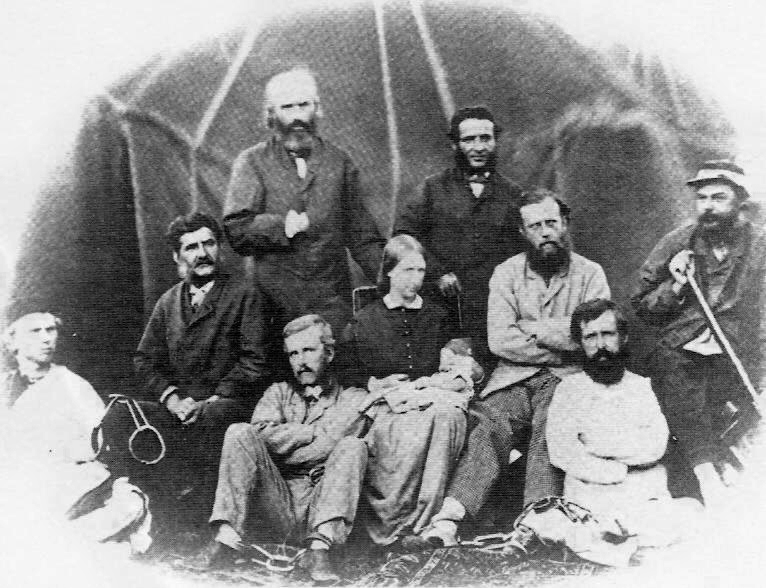
Els presoners europeus a Meqdela

El 29 d'octubre envià dues cartes relativament similars a dos dirigents europeus: un a la reina Victòria i l'altre a Napoleó III. Anuncià que els «Turcs» no volien cedir territoris territoris etíops i els demanaven ajuda. El Negus donà la carta per la sobirana anglesa al capità Cameron, cònsol britànic nomenat el 1862. Recull les paraules que Plowden i John Bell (ambdós morts el 1860) li havien dit a Tewodros que Victòria era una «gran Reina» que «estima els cristians». També expressa el seu amor pel Regne Unit.
El 12 de febrer del 1863, la carta de Tewodros va arribar a Londres però aquesta no va convèncer els britànics. Per aquests, els Otomans eren uns aliats contra l'amenaça russa sobre la seva Índia colonial. El 22 d'abril, Cameron va rebre una carta del secretari d'afers estrangers, Earl Russel, que li anunciava la resposta negativa del Regne Unit a les demandes d'Etiòpia. Per altra banda, li va ordenar restar a Metsewa fins a nova ordre. L'absència de resposta reforçà la convicció de Tewodros que els britànics l'ignoraven voluntàriament.
Segons Richard Pankhurst, la política britànica era pro-egípcia. El 1863, Cameron anà al Sudan, territori ocupat pels egipcis, per estudiar un projecte de plantació de cotó. Tewodros va veure aquests gestos com el reconeixement de Cameron de l'ocupació dels egipcis, així com que havia pres partit de manera evident. El novembre del 1863, Cameron va rebre una carta del secretari d'Earl Russell, James Murray que li deia que era el representant diplomàtic per a Metsewa i no per a Etiòpia, cosa que era incorrecte, ja que ell havia estat designat cònsol de Sa Majestat a Etiòpia.

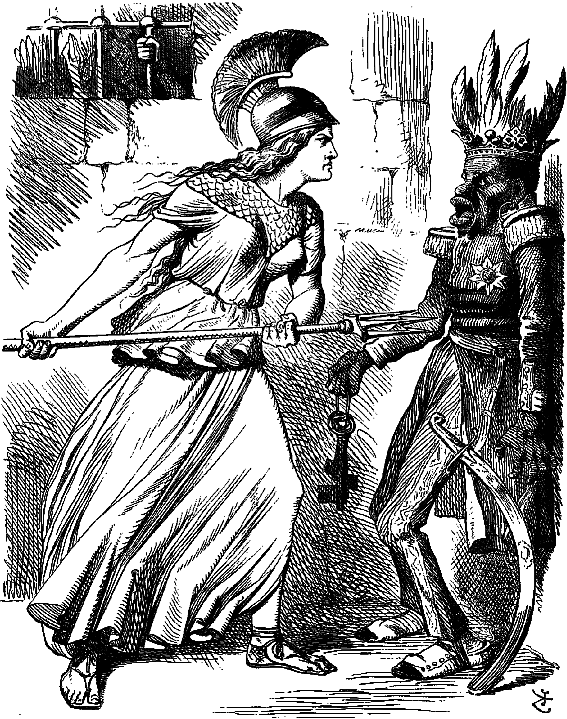
Caricatura que representava el Regne Unit amenaçant a Téwodros II

De totes maneres, Tewodros va interpretar aquesta decisió com un canvi de la política britànica a favor de l'Imperi Otomà que en aquell moment ocupava Metsewa. A Jerusalem, ciutat simbòlica per Tewodros, mentre que el nou cònsol anglès no va protestar quan els otomans van destruir un convent etíop important. Aquesta creença del Negus que els britànics estaven a favor dels egipcis, fou el punt de partida de la querella d'aquest amb els britànics. Després d'esperar la resposta durant un any, Tewodros es va ofendre per l'absència de resposta i perdé la paciència. El 4 de gener del 1864, empresonà a Cameron i altres membres del personal diplomàtic a la fortalesa de Meqdela. Aquest gest, provocat per la manca d'alternatives, no feu que els britànics li donessin resposta. El Regne Unit va demanar l'alliberació dels seus ostatges i li van prometre ajuda militar a canvi. Insatisfet amb la seva resposta, Tewodros feu empresonar a l'enviat britànic a Meqdela, que va obtenir el sobrenom de l'«Hotel dels Ambaixadors».
Al juliol del 1866, Martin Flad, un missioner enviat per Tewodros a la cort anglesa, representà l'últim esforç de pacificació de les relacions. Al gener del 1967, el Negusse Negest va rebre una carta que li deia que el Regne Unit acceptava enviar ajuda militar si els ostatges eren alliberats i enviats a Metsewa. Tot i això, la dona de Flad, que estava a Etiòpia, va informar el seu marit que els europeus tornaven a estar empresonats. Cap al desembre del 1866, els britànics van exigir l'alliberament dels presoners i que els portessin a Metsewa. Però a l'interior, Tewodros no controlava el seu país i no va respondre a l'ultimàtum britànic i el Regne Unit va decidir enviar una expedició punitiva per tal d'alliberar els captius.

## Mort de Tewodros

### Expedició britànica

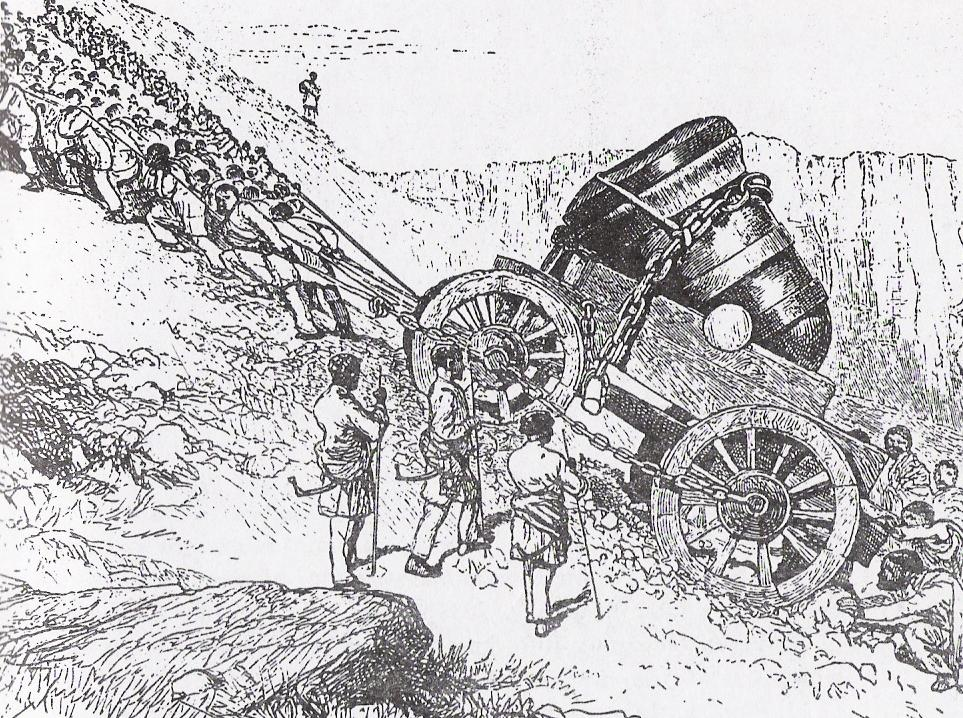
Els soldats etíops portant el morter Sebastopol cap al capdamunt de la fortalesa sota la mirada de Tewodros II.

Els problemes de comunicació amb Tewodros i l'absència de resposta al seu ultimàtum van conduir el Regne Unit a enviar, el juliol del 1867, una expedició de 32.000 homes sota el comandament de Sir Robert Napier Els britànics coneixien la situació d'Etiòpia i les revoltes que hi havia. El 1867, l'exèrcit de Tewodros, que havia arribat a tenir uns 100.000 soldats, només tenia entre cinc i deu mil soldats.
El cos expedicionari progressà de Metsewa sense oposició, amb la cooperació de Kassa Mercha, la simpatia de Gobezé i la passivitat de Menelik. Kassa Mercha, de Tigray, va ajudar les tropes britàniques i li van assegurar mitjans de transport adequats i provisions. El 10 d'abril del 1868, al peu de Meqdela, succeí l'únic enfrontament entre les tropes imperials i les britàniques: la batalla d'Arogé que fou una desfeta de les tropes etíops.
L'endemà, l'11 d'abril, Napier va escriure a Tewodros i li va prometre un «tracte honorable» si alliberava els presoners europeus i se sotmetia a la Reina d'Anglaterra. El Negust, un home dur, va rebutjar d'acceptar aquesta humiliació. i va enviar una carta molt remarcable al comandant britànic que sembla constituir una classe d'«últim testament al poble etíop».
Després, Tewodros va intentar suïcidar-se però els seus soldats ho van evitar. Van seguir les negociacions amb els britànics. El Negus volia resoldre pacíficament el conflicte i va enviar un important present a Napier per la celebració de la Pasqua. Quan va ésser informat que Napier havia rebut el regal, va alliberar els presoners. Però el comandant britànic no va acceptar el regal, si nò que el volia forçar a negociar. Informat del refús, Tewodros intentà fugir de Meqdela però la fortalesa estava encerclada.

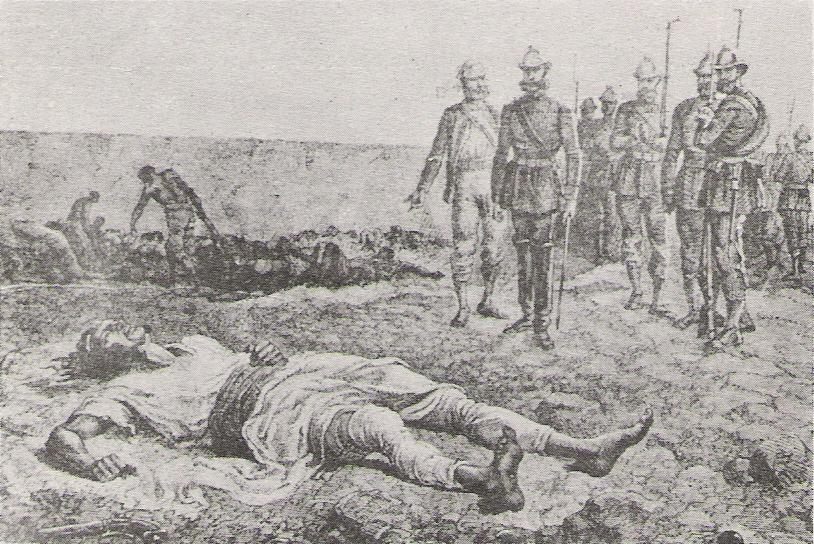
Els soldats britànics van descobrir Tewodros després del seu suïcidi.

Va ordenar l'alliberació dels missioners i dels presoners polítics. Quan van veure els captius, els observadors estrangers francesos, russos, àrabs, holandesos, austríacs i espanyols se sorprengueren per la bona salut de la que gaudien.
El 13 d'abril, a les 15.00 h, els britànics van llançar un últim assalt a la fortalesa. Comprenent la inutilitat de tota resistència, el Negus va dir als seus últims partidaris: «Tot s'ha acabat! Abans que caure a les seves mans, jo prefereixo posar fi als meus dies!».
Tewodros va prendre el seu revòlver, que li havia regalat la Reina Victòria, se l'emportà a la seva boca i se suïcidà.
Quan van entrar a la fortalesa, els soldats anglesos van veure a terra l'home que volien capturar i pel que s'havia preparat una expedició que havia costat 9 milions de lliures esterlines. Furiós, Napier ordenà el pillatge de Meqdela. El 18 d'abril, els britànics van deixar un país novament dividit; després d'alguns mesos, a l'agost del 1868, el Wagshum Gobezé de la província de Lasta, recolzat per un important exèrcit de 60.000 soldats, es va proclamar emperador sota el nom de Tekle Giyorgis II.

### Herència i memòria
Segons Bahru Zewde, tres indrets resumeixen la vida de Tewodros: Qwara, Gafat i Meqdela. El primer li va servir de base política i militar; el segon simbolitza el seu zel modernitzador; i el tercer esdevé el seu últim refugi i el lloc de la seva mort. En general les reformes de Tewodros van estar mancades de «consistència i mètode» i van constituir una sèrie de «temptatives avortades». Les seves mesures no van poder ésser posades en obra. Diversos factors ho van explicar. La geografia d'Etiòpia impedia una comunicació ràpida i l'aplicació deguda de les reformes. Fou incapaç de traduir políticament una superioritat i una força militar evident. La seva voluntat no va ser suficient per a redreçar el país vençut per la divisió dels senyors locals. El seu intent de crear una nova classe dirigent s'enfrontà a les nominacions polítiques i no idealistes que havia fet quan va mantenir les antigues dinasties en el poder. Paul Henze va precisar que si hagués disposat de pocs administradors, no hagués pogut dur a cap les seves reformes i renovacions. Els seus objectius progressistes no tenien els mètodes adequats ni els mitjans; la seva política provocà controvèrsies a la seva època.
Els historiadors han considerat més els seus projectes i ideals que les seves fites, tot i que Shiferaw anota que deixen de banda la causa de la legitimitat de Tewodros. A partir de la meitat de segle xx, Tewodros va esdevenir, als ulls dels etíops, «el més popular de tots els sobirans». Després de la seva mort, les generacions que el van continuar el van veure com un home excepcional, creant un veritable mite al seu voltant. Fou pels seus ideals que ell va esdevenir popular.

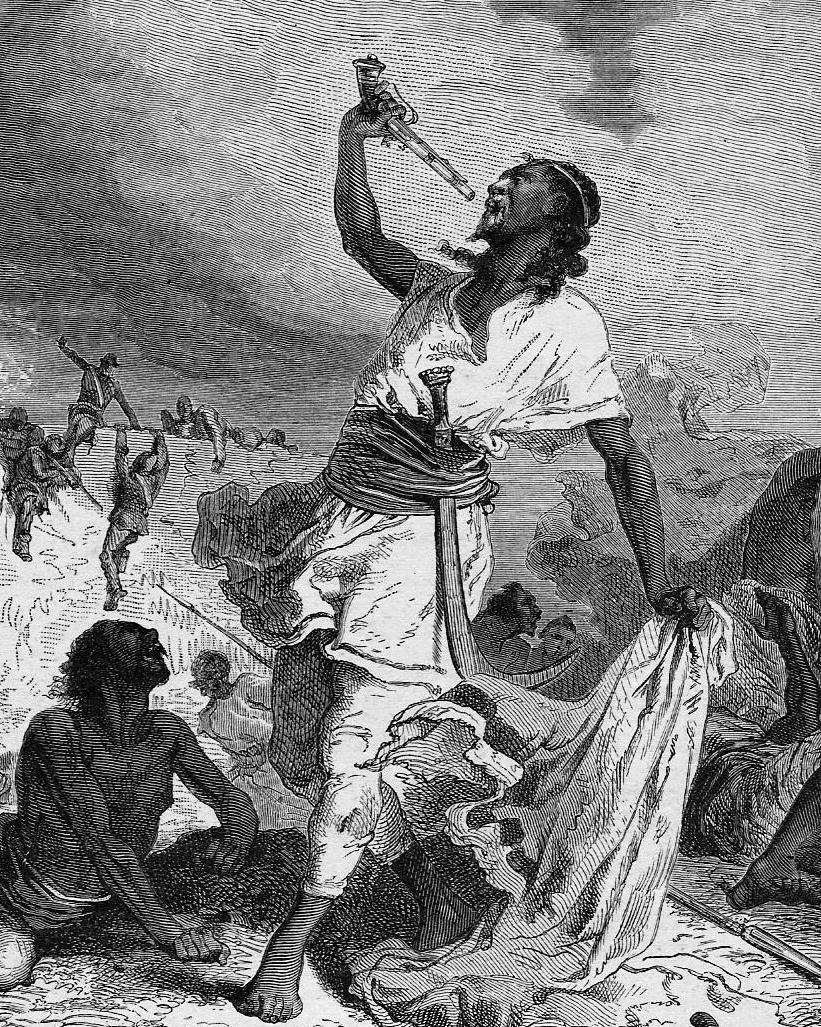
Tewodros se suïcida. Aquest gest ha esdevingut una inspiració pels artistes etíops.

Els Etíops veuen en ell un precursor de la modernitat i un partidari d'una «Etiòpia reunificada i forta». VA restablir la unitat política i religiosa d'Etiòpia i les seves antigues fronteres «del Nil a la Mar Roja». Va voler modernitzar el seu país. Per altres, Tewodros fou «el primer centralitzador modern». Henze diu que «ell posà final a un segle de decrepitud de l'estat, proposà una visió d'unitat i progrés». Després de la seva coronació, va debutar el procés d'unificació nacional. «Va despertar el país» i els seus successors van seguir la seva obra. Segons Marcus, «el regne de Menelik II (1889-1913) representà el triomf de la idea del centralisme iniciada per Tewodros i confirmat per Yohannes IV (1872-1889)». Finalment, la imaginació de tota una generació d'Etíops va estar marcada per aquest «guerrer extraordinari» i les «seves victòries brillants sobre els exèrcits més importants que el seu».